# ماریا هاکاس میتت
ماریا هاکاس میتت (به انگلیسی: Maria Haukaas Mittet) (زاده ۳ اوت ۱۹۷۹) خوانندهٔ و بازیگر نروژی است.
او در مسابقه آواز یوروویژن ۲۰۰۸ نماینده نروژ بود.